# Emiri Miyasaka
==Tham khảo==
Emiri Miyasaka (宮坂 繪美里 Cung Phản Hội Mỹ Lý) là đại diện của Nhật Bản tại cuộc thi Hoa hậu Hoàn vũ năm 2009. Cô không lọt vào top 15 chung cuộc. Cô là một người mẫu, sinh ngày 16 tháng 6 năm 1984 tại Tokyo, Nhật Bản.